# Xarxes ad hoc de vehicles

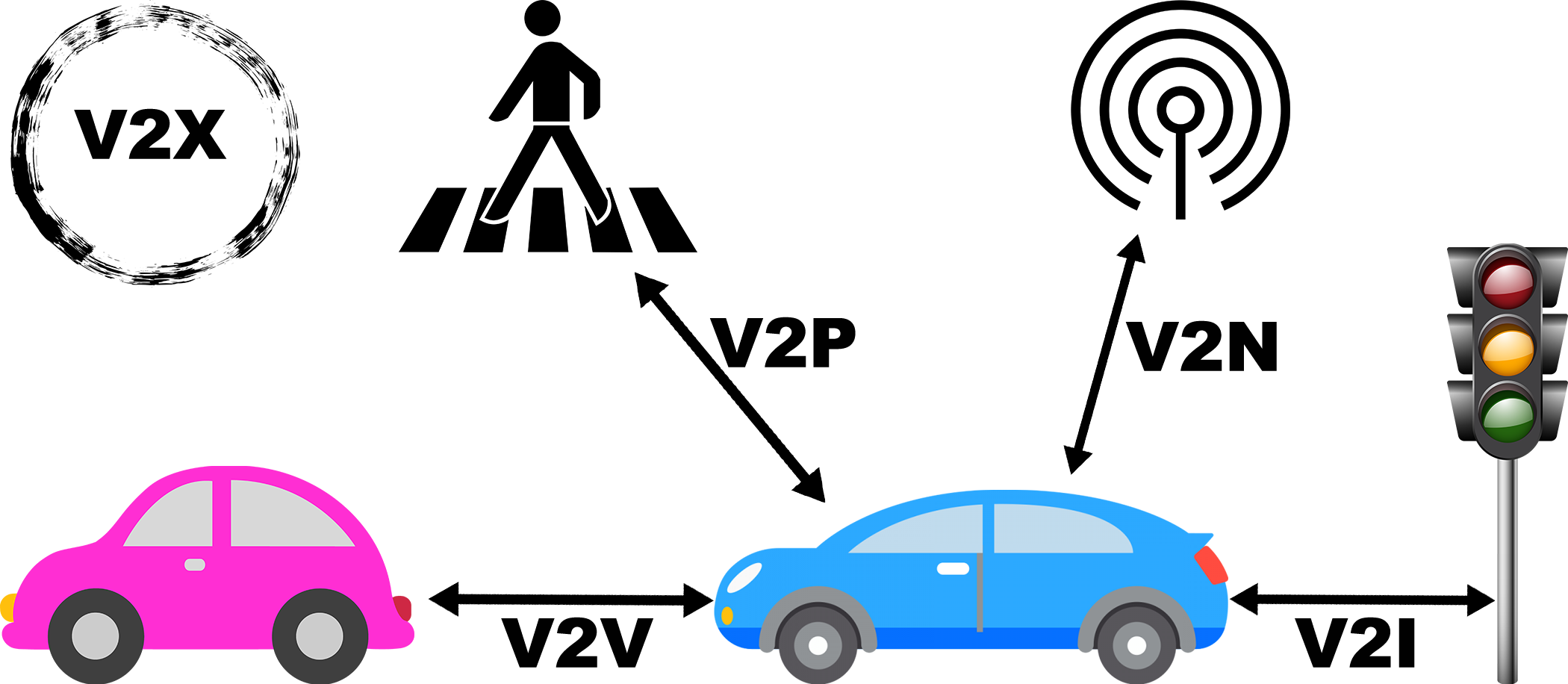
Cellular V2X correspon a l'enllaç V2N.

Les xarxes ad hoc de vehicles (amb acrònim anglès VANET) es creen aplicant els principis de xarxes ad hoc mòbils (MANET) -la creació espontània d'una xarxa sense fil de dispositius mòbils- al domini dels vehicles. Els VANET es van esmentar i es van introduir per primera vegada l'any 2001 sota les aplicacions "cotxe a cotxe ad-hoc de comunicació i xarxes mòbils", on es poden formar xarxes i la informació es pot transmetre entre els cotxes. Es va demostrar que les arquitectures de comunicacions vehicle-vehicle i vehicle-to-road coexistiran als VANET per proporcionar seguretat viària, navegació i altres serveis a la carretera. Els VANET són una part clau del marc dels sistemes de transport intel·ligent (ITS). De vegades, els VANET s'anomenen xarxes de transport intel·ligents. S'entén que han evolucionat cap a una "Internet de vehicles" més àmplia. que s'espera que finalment evolucioni cap a una "Internet de vehicles autònoms".
Tot i que, a principis dels anys 2000, els VANET es consideraven una mera aplicació individual dels principis de MANET, des de llavors s'han convertit en un camp d'investigació per dret propi. El 2015,  el terme VANET es va convertir principalment en sinònim del terme més genèric de comunicació entre vehicles (IVC), tot i que l'atenció continua sent en l'aspecte de les xarxes espontànies, i molt menys en l'ús d'infraestructures com les unitats de carretera (RSU) o xarxes cel·lulars.
Els VANET admeten una àmplia gamma d'aplicacions, des de la simple difusió d'informació d'un sol salt, per exemple, missatges de consciència cooperativa (CAM) fins a la difusió de missatges multi-salt a grans distàncies. La majoria de les preocupacions d'interès per a les xarxes mòbils ad hoc (MANET) són d'interès en les VANET, però els detalls difereixen. En lloc de moure's a l'atzar, els vehicles tendeixen a moure's de manera organitzada. Les interaccions amb equips de carretera també es poden caracteritzar amb força precisió. I, finalment, la majoria dels vehicles estan restringits en el seu rang de moviment, per exemple perquè es veuen obligats a seguir una carretera asfaltada.
Exemples d'aplicacions de VANET són:
- Llums de fre electròniques, que permeten que un conductor (o un cotxe o camió autònom) reaccioni als vehicles que frenen encara que puguin estar enfosquits (p. ex., per altres vehicles).
- Platooning, que permet als vehicles seguir de prop (fins a unes quantes polzades) un vehicle líder mitjançant la recepció sense fil d'informació d'acceleració i direcció, formant així "trens de carretera" acoblats electrònicament.
- Sistemes d'informació de trànsit, que utilitzen la comunicació VANET per proporcionar informes d'obstacles al minut al sistema de navegació per satèl·lit d'un vehicle.[9]
- Serveis d'emergència de transport per carretera:[10] on s'utilitzen comunicacions VANET, xarxes VANET i avisos de seguretat viària i difusió d'informació d'estat per reduir els retards i accelerar les operacions de rescat d'emergència per salvar la vida dels ferits.
- Serveis a la carretera:[11] també es preveu que la futura carretera de transport seria "impulsada per la informació" o "habilitada sense fils". Els VANET poden ajudar a anunciar serveis (botigues, benzineres, restaurants, etc.) al conductor, i fins i tot enviar notificacions de qualsevol venda que es produeixi en aquell moment.